# Francisco Rodríguez García
Francisco Rodríguez García (Barcelona, 1934. március 8. – 2022. május 17.) spanyol válogatott labdarúgó, edző.
A spanyol válogatott tagjaként részt vett az 1962-es világbajnokságon.

## Sikerei, díjai
Barcelona
- Vásárvárosok kupája (2): 1955–58, 1958–60
- Spanyol bajnok (2): 1958–59, 1959–60
- Spanyol kupa (2): 1958–59, 1962–63